# Desmercières
Desmercières var en kortlivet dansk adelsslægt tilhørende brev- og lavadelen.

## Våben
Tværdelt af gult, hvori mellem af to sorte vinger en rød skråbjælke, belagt med tre gule stjerner, og blåt, hvori en springende hvid hund med rødt halsbånd. På hjelmen en krone og en naturligt farvet jernklædt arm, som holder et sværd.

## Historie
Grev Jean Henri Huguetan Gyldensteen (1665-1749, se Gyldensteen) havde med en parisisk modehandlerske en uægte søn, Jean Henri Desmercières (1687-1778), som blev opkaldt efter modehandlergaden Rue des Merciers.
Desmercières arvede hverken faderens titler eller grevskabet Gyldensteen. Han blev dog naturaliseret som dansk adelsmand 22. februar 1776, og han arvede slægtens palæ i Bredgade og landstedet Rustenborg i Lyngby. Han havde ingen sønner, og slægten uddøde derfor blot to år senere i 1778.